# Alejandra Argudo
Silvia Alejandra Argudo Intriago (31 de julio de 1992 en la provincia de Manabí)  es una modelo profesional y reina de belleza ecuatoriana que fue coronada Miss Ecuador 2014 y representó a Ecuador en Miss Universo 2014.

## Miss Ecuador 2014
Alejandra fue coronada como Miss Ecuador 2014 como representante de Manabí el 15 de marzo de 2014. Ella representó a Ecuador en el Miss Universo 2014. En el mismo, las subcampeonas fueron coronadas como Miss Internacional Ecuador y Miss Supranacional Ecuador y competirán en concursos Internacional.

## Miss Universo 2014
Como parte de sus responsabilidades, Argudo viajó a competir por la corona del  Miss Universo 2014 edición celebrada en Doral. Llevaba en sus hombros superar la hazaña histórica lograda el año anterior por su compatriota Constanza Báez, que llegó a ser la segunda finalista de aquella edición.